# سد کاریبا
سد کاریبا (به لاتین: Kariba Dam) یک سد قوسی و نیروگاه برقابی در زامبیا است که در Siavonga District واقع شده‌است.